# Citerna
Citerna là một đô thị ở Tỉnh Perugia trong vùng Umbria, có khoảng cách khoảng 50 km về phía tây bắc của Perugia. Tại thời điểm ngày 31 tháng 12 năm 2004, đô thị này có dân số 3.273 người và diện tích là 24,2 km².
Đô thị Citerna có các frazioni (các đơn vị cấp dưới, chủ yếu là các làng) Fighille and Pistrino.
Citerna giáp các đô thị: Anghiari, Città di Castello, Monterchi, San Giustino, Sansepolcro.

## Photo gallery

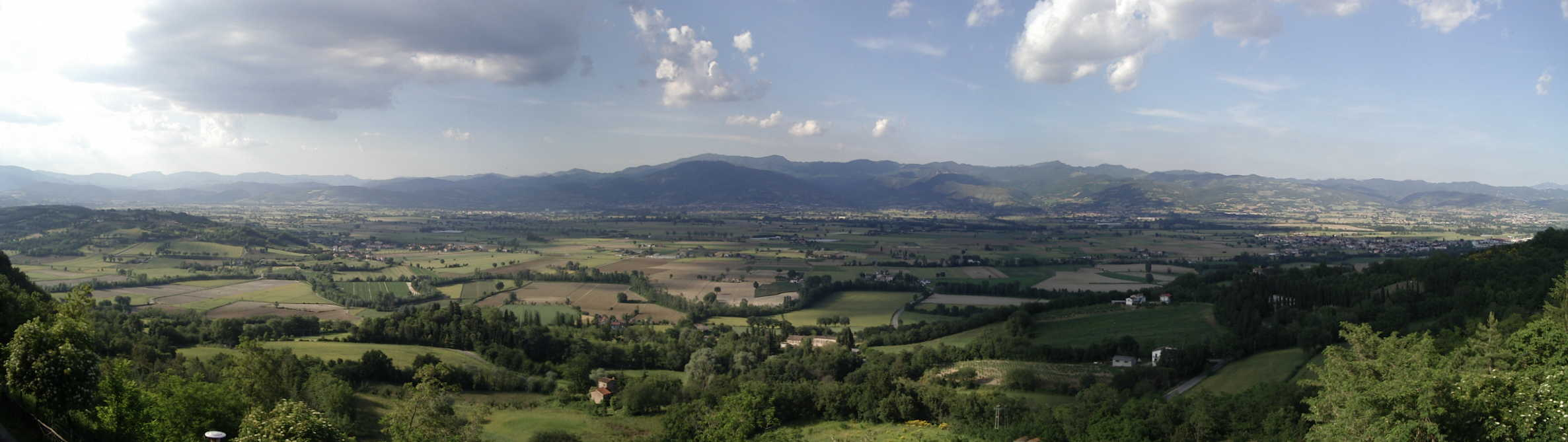
Panorama Tiber valley see from Citerna